# Cabana del Fransisquet
Cabana del Fransisquet és una obra de Verdú a la comarca de l'Urgell inclosa a l'Inventari del Patrimoni Arquitectònic de Catalunya.

## Descripció
És una cabana de vinya al mig d'uns camps de conreu. Es tracta d'una construcció de planta quadrangular, planta baixa i pis i coberta a quatre aigües. La planta pis presenta una façana de carreus irregulars col·locats per filades horitzontals, així com una porta d'accés a la banda esquerra de forma rectangular i adovellada. La planta superior té un mur baix que en algunes zones ha perdut l'arrebossat, de manera que queden a la vista els maons que van servir per a construir-la Els pilars rectangulars que aguanten la coberta i que se sustenten sobre aquest mur baix formen vuit obertures rectangulars, dos a cadascun dels costats. A l'interior de la cabana hi ha unes escales estretes per a accedir al segon pis, així com un pou que antigament tenia una gran obertura, ara tapada.